# Montmeló
Montmeló è un comune spagnolo di 8 592 abitanti situato nella comunità autonoma della Catalogna.
Nel suo territorio sorge il Circuito di Catalogna, sede del Gran Premio di Spagna di Formula 1 e del Gran Premio motociclistico di Catalogna.
Nel comune si trova una stazione ferroviaria.